# Ittobaal IV
Ittobaal IV  (grec ancien: Ithobalos) roi de Tyr après 532 av J.C. 

## Règne
Ittobaal IV est le fils putatif de son prédécesseur Hiram III. Il est uniquement connu par une inscription sur un petit navire votif en malachite qui évoque curieusement les sidoniens.